# فوزي الماص

فوزي الماص، لاعب كرة قدم كويتي سابق.
بدأ مسيرته الكروية مع نادي كاظمة، وفي نوفمبر 2007 أعير إلى نادي التضامن الكويتي.